# Eads (Colorado)
Eads è un centro abitato (town) degli Stati Uniti d'America, capoluogo di contea della contea di Kiowa dello Stato del Colorado. Nel censimento del 2000 la popolazione era di 747 abitanti.

## Geografia fisica
Secondo i rilevamenti dell'United States Census Bureau, Eads si estende su una superficie di 1,2 km².